# Sydkoreas herrlandslag i volleyboll
Sydkoreas herrlandslag i volleyboll representerar Sydkorea i volleyboll på herrsidan. Laget slutade på fjärde plats vid världsmästerskapet 1978.

### Fotnoter
1. ↑  Todor Krastev (26 mars 1978). ”Men Volleyball XI World Championship 1978 France - 25.09-05.10 - Winner United States” (på engelska). Sport Statistics. http://todor66.com/volleyball/World/Men_1978.html. Läst 26 juni 2015.